# مسجد جامع ارگ
مسجد جامع ارگ  مربوط به صدر اسلام تا دوره قاجار است و در بم، داخل ارگ بم، کوچه مسجد جامع واقع شده و این اثر در تاریخ ۲۷ مرداد ۱۳۸۲ با شمارهٔ ثبت ۹۵۷۱ به‌عنوان یکی از آثار ملی ایران به ثبت رسیده است.